# Europrop International
Europrop International (EPI) és un consorci europeu integrat per diferents companyies, entre elles una d'espanyola. Liderada pel grup francès SAFRAN, aquest grup té com a objectiu desenvolupar propulsors per aeronaus.
Aquest consorci està format per les companyies següents: MTU Aeroengines (Alemanya), Rolls-Royce (Regne Unit), SAFRAN (França) i Indústria de Turbo Propulsores S.A. (Espanya), amb seu a Madrid, i té la missió de desenvolupar propulsors per avions i el seu manteniment.
Actualment es considera que és descendent de Aero Propulsion Alliance, ja que va ser la que va dur a terme el propulsor de l'Airbus A400M. Aquesta companyia també es dedica a la revisió i manteniment de tots els motors, inclosos la majoria dels internacionals, i tot el referent a motors d'aeronaus.